# کیوان محمودنژاد
کیوان محمودنژاد (زاده ۲۴ خرداد ۱۳۵۷ در تهران) بازیگر اهل ایران است.

## سینما و تله فیلم‌ها
- «دو روز با هم»؛ تهیه‌کننده: وحید نیک خواه آزاد؛ کارگردان: ایرج کریمی محصول فیلم امروز ۱۳۷۸
- «یک اتفاق ساده»؛ کارگردان: مسعود شاه محمدی؛ تهیه‌کننده:ایرج محمدی روزبهانی؛ محصول سیما فیلم۱۳۷۸
- «گام آخر»؛ تهیه‌کننده و کارگردان:اکبر تدبیری؛ محصول مراکز استان ها؛ سیما فیلم و بوشهر۱۳۸۵
- «چای جوشیده»؛ تهیه‌کننده و کارگردان: افشین صادقی محصول بهاران فیلم۱۳۸۵
- «کرانه‌های امید»؛ کارگردان:مجتبی اسدی پور؛ تهیه‌کننده:اکبر تدبیری؛ محصول مشترک مراکز و استان بوشهر سال ۱۳۸۵
- «مهمان حبیب خداست»؛ کارگردان:حسین قاسمی جامی؛ نویسنده:سعید نعمت ا…؛ تهیه کنند:حسین فرحی؛ محصول سیما فیلم ۱۳۸۸
- «صدایم کن»؛ کارگردان: افشین صادقی؛ نویسنده: مجید مافی و محمد بکایی؛ تهیه‌کننده:محمدرضا ایزدی یکتا محصول سیما فیلم و یکتا فیلم ۱۳۸۸
- «نیمه تاریک»؛ کارگردان: بابک محمدی؛ مجری طرح:مهدی علمی نیا؛ محصول ناجی هنر ۱۳۸۸
- «چهارگاه»؛ کارگردان: مجید تربتی فرد؛ تهیه‌کننده:مهدی تربتی فرد؛ محصول ۱۳۸۹ سیما فیلم
- «به همین راحتی»؛ نویسنده:فلورا سام؛ کارگردان: حسین تبریزی؛ تهیه‌کننده:مجید اوجی محصول ۱۳۸۹
- «نیمکتی برای دونفر»؛ کارگردان:محمد باقری نیکو؛ تهیه‌کننده:عباس عادلی محصول ۱۳۹۰
- «آسمانی‌ها»؛ کارگردان: وحید رضا حدیدی؛ تهیه‌کننده:کامران پاک‌منش؛ محصول مراکز استان سیما و کهگیلویه۱۳۹۰
- «نمایش تمام شد»؛ کارگردانی: افشین علیزاده؛ تهیه کنندگی:فرزاد یحیوی محصول ۱۳۹۰

## سینمایی
- «سفر به چزابه»؛ نویسنده و کارگردان: رسول ملاقلی پور؛ محصول مؤسسه سینمایی افق و مرکز گسترش سینمای مستند و تجربی (۱۳۷۴) بعلاوه نسخه تلویزیونی
- «رأی باز»؛ تهیه‌کننده، نویسنده و کارگردان: مهدی نور بخش (۱۳۸۱)
- «چند تار مو»؛ تهیه‌کننده، نویسنده و کارگردان: ایرج کریمی محصول ۱۳۸۲
- «نعل وارونه»؛ تهیه‌کننده و کارگردان:افشین صادقی؛ محصول بهاران فیلم سال ۱۳۹۴
- «لباس شخصی» نویسنده و کارگردان:امیر عباس ربیعی، تهیه‌کننده:حبیب والی نژاد، محصول سال ۱۳۹۸

## تلویزیونی
| نام مجموعه                                            | سال  | کارگردان                     | شبکه                                 | منبع      |
| ----------------------------------------------------- | ---- | ---------------------------- | ------------------------------------ | --------- |
| ماجراهای خانه شماره ۱۳                                | ۱۳۷۵ | اسماعیل میهن‌دوست             |                                      |           |
| همشاگردی ها                                           | ۱۳۷۷ | احمد نجیب‌زاده، مسعود شامحمدی | ۱                                    |           |
| تصمیم نهایی                                           | ۱۳۸۰ | محسن شاه محمدی               | ۲                                    | [ ۱ ]     |
| کلانتر                                                | ۱۳۸۲ | محسن شاه محمدی               | ۳                                    | [ ۲ ]     |
| گارد ساحلی                                            | ۱۳۸۴ | محسن شاه محمدی               | ۴                                    | [ ۳ ]     |
| دنا                                                   | ۱۳۸۸ | محسن توکلی                   | ۵                                    | [ ۴ ]     |
| تا رهایی                                              | ۱۳۹۰ | حسین تبریزی                  | ۱                                    | [ ۵ ]     |
| سرنوشت                                                | ۱۳۸۶ | محمد رضا زهتابی              | شبکه یک سیما                         | مجله سروش |
| سلام زندگی                                            | ۱۳۷۷ | مسعود شاه محمدی              | سیما فیلماولین سریال تولیدی شبکه پنج |           |
| «برای یک گذشته دست‌نویس»(شاید برای شما هم اتفاق بیفتد) | ۱۳۹۰ | نوید میهن دوست               | شبکه تهران                           |           |
| پشت درهای خاکی                                        | ۱۳۸۵ | جواد روستایی                 |                                      |           |
| ماجراهای خانه قدیمی                                   | ۱۳۷۷ | اسماعیل میهن دوست            | شبکه یک                              |           |
| نرگس ۱                                                | ۱۳۷۸ | شاپور قریب                   |                                      |           |
| سامیه                                                 | ۱۳۸۶ | محمد رضا زهتابی              | شبکه اول سیما                        | مجله سروش |
| داوطلب                                                | ۱۳۸۲ | مسعود تکاور                  | شبکه دوم سیما                        | مجله سروش |
| نیستان                                                | ۱۳۷۸ | حسین مختاری                  | شبکه سوم سیما                        | مجله سروش |
| قلب                                                   | ۱۳۸۴ | مسعود تکاور                  | شبکه ۵ سیما (تهران)                  | مجله سروش |
| کیمیای خاک                                            | ۱۳۹۰ | وحید نیک جو                  | شبکه استانی سیستان و بلوچستان        |           |

## نمایش‌ها
- مرد فرزانه؛ ببر دیوانه؛ نویسنده و کارگردان:دکتر قطب الدین صادقی؛ اجرای فرهنگ سرا بهمن (۱۳۷۲)
- سلام سلام؛ نویسنده و کارگردان: ایمان افشاریان؛ فرهنگسرای اندیشه(۱۳۷۳)
- آخرین نوار کراپ؛ نویسنده:ساموئل بکت، کارگردان: کیوان محمودنژاد. فرهنگسرای بهمن(۱۳۷۳)
- آواز قو؛ نویسنده: آنتوان چخوف؛ کارگردان: کیوان محمودنژاد. آکادمی سمندریان (۱۳۷۴)
- سرانجام یزدگرد؛ نویسنده و کارگردان: علیرضا اولیایی؛ مجموعه سعدآباد (۱۳۷۴)
- ماه، چاه، ستاره؛ نویسنده؛ علیرضا نادری؛ کارگردان:علی وطن دوست؛ مجموعه تئاترشهر سالن، چهارسو(۱۳۷۵)
- آقای توپاز؛ محمود رضا رحیمی؛ (۱۳۷۷)
- تله تئاتر "زارع شیکاگو"؛ بازنویسی و کارگردانی:سیروس ابراهیم‌زاده؛ شبکه چهار؛ (۱۳۷۹)
- حسرت، رؤیا، آرزو؛ نویسنده و کارگردان: مهدی هاشمی و عضویت در گروه تئاتر پیاده. مجموعه تئاترشهر، سالن چهارسو؛ (۱۳۷۸)
- تقاطع ۲۰۰۲؛ نویسنده و کارگردان:محمودرضا رحیمی؛ مجموعه تئاتر شهر، سالن خورشید(۱۳۸۰)
- سایه‌های اژدهاک؛ نویسنده و کارگردان:هانی صالحی؛ تالار رودکی مجموعهٔ برج میلاد تهران تیر و مرداد(۱۳۹۳)
- "در اینجا"؛ نویسنده و کارگردان: آیلین کیخایی؛ تماشاخانه کنش معاصر، مرداد شهریور(۱۳۹۵)
- "نوشتن در تاریکی"؛ نویسنده: محمد یعقوبی؛ کارگردان: آیلین کیخایی؛ پردیس تئاتر شهرزاد؛ آبان و آذر(۱۳۹۶)
- "رویای آمریکایی"؛ نویسنده بازیگر و کارگردان: آیلین کیخایی؛ تاترشهر سالن قشقایی اردیبهشت و خرداد ماه(۱۳۹۷)
- " دل سگ؛ نویسنده: محمد یعقوبی؛ طراح و کارگردان: آیلین کیخایی مهر و آبان ماه خانه نمایش مهرگان (۱۳۹۷)

## به بیرون
- کیوان محمودنژاد در بانک اطلاعات اینترنتی فیلم‌ها (IMDb)
- کیوان محمودنژاد در بانک جامع اطلاعات سينماى ايران
- کیوان محمودنژاد وبگاه ایران‌آکت
- کیوان محمودنژاد در اینستاگرام